# Août 1919

## Événements
- Une commission d’enquête est envoyée par Londres pour trouver une solution contre l’agitation révolutionnaire qui se poursuit en Égypte mais elle est boycottée par les Égyptiens. La commission propose, dans son rapport d’avril 1920, la conclusion d’un rapport bilatéral entre la Grande-Bretagne et l’Égypte.

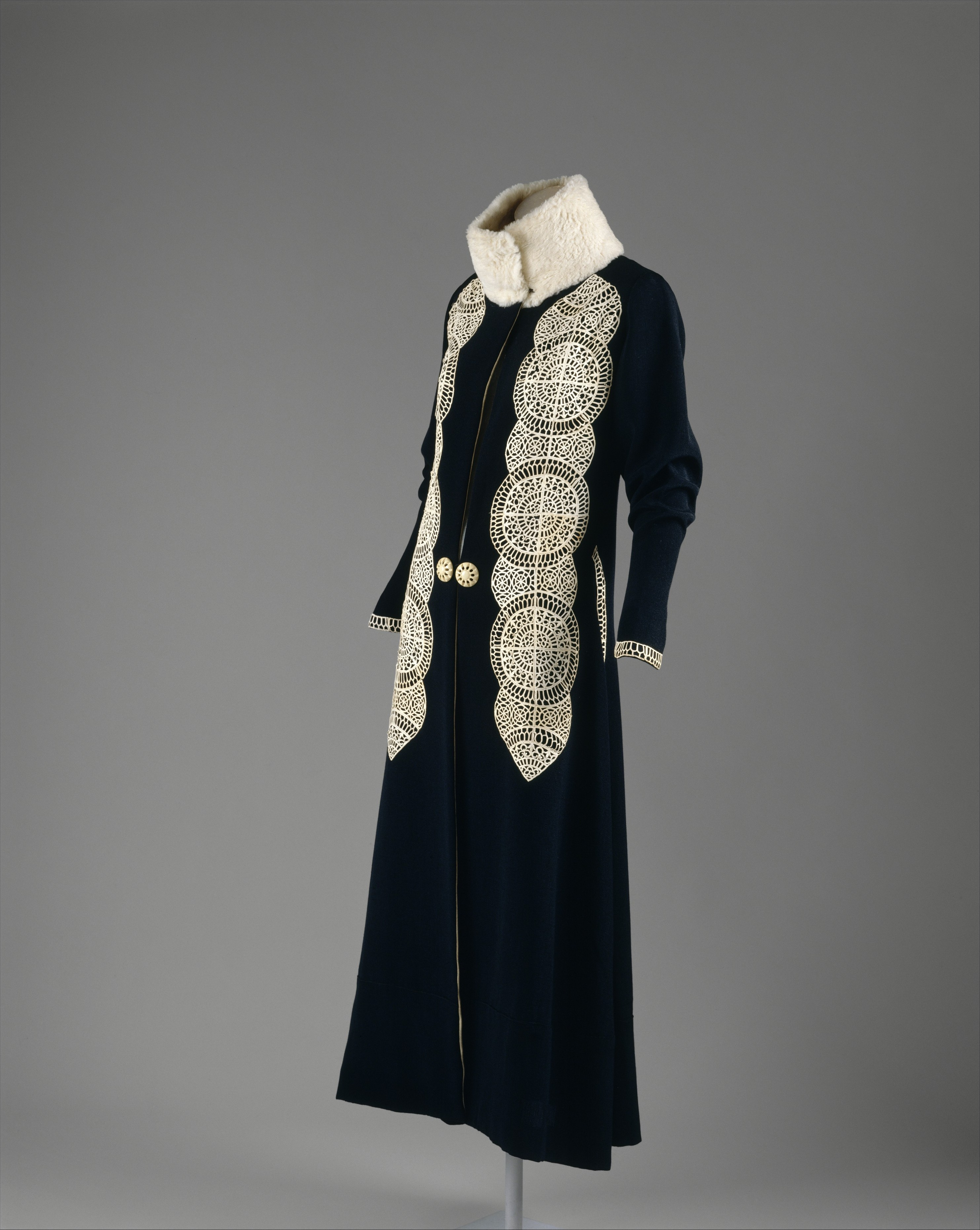
Manteau Paul Poiret

- 1er août, France : collection Paul Poiret.
- 4 août : 
  - les troupes roumaines occupent Budapest après la chute de Béla Kun et y restent jusqu’en novembre ;
  - inauguration du Musée Rodin.
- 5 août, France : loi modifiant le régime douanier des produits pétrolifères.
- 7 août : le pilote français Charles Godefroy passe avec un Nieuport 17 sous l’Arc de triomphe à Paris.
- 7 août au 9 septembre : un équipage français effectue le trajet Paris - Le Caire - Paris sur un Breguet 14B-2, soit 8 300 km en dix étapes pour 63 h et 30 min de vol. Un second appareil était au départ, mais fut contraint à l’abandon à Beyrouth (Liban) au cours du voyage retour.
- 14 août : la Constitution de Bamberg est promulguée par la Bavière.
- 19 août : 
  - indépendance de l'Afghanistan. Par un accord conclu à Rawalpindi, les Britanniques reconnaissent la souveraineté et l’indépendance de la nation afghane ;
  - premier vol de l'Avro 539.
- 25 août : 
  - la compagnie aérienne britannique Aircraft Transport And Travel inaugure sa première ligne : Londres - Paris ;
  - fondation à La Haye (Pays-Bas) de l’IATA (International Air Traffic Association).
- 28 août : mort à Pretoria du général et homme politique Louis Botha.
- 31 août : en Ukraine, les troupes nationalistes de Simon Petlioura s’emparent de Kiev, prise en février par l’armée rouge.

## Naissances
- 1er août : Jack Butterfield, personnalité du hockey sur glace professionnel nord-américain († 16 octobre 2010).
- 11 août : Ginette Neveu, violoniste française († 28 octobre 1949).
- 12 août : Margaret Burbidge, astronome britannique  († 5 avril 2020).
- 20 août : Walter Bernstein, scénariste et producteur de films américain († 22 janvier 2021).
- 21 août : Marcel Lambert, politicien canadien († 24 septembre 2000).
- 27 août : André Declerck, coureur cycliste belge († 13 septembre 1967).

## Décès
- 11 août : Andrew Carnegie (industriel américain) (º 25 novembre 1835)
- 16 août : Alexandre Petrovitch Izvolski (homme politique russe) (º 18 mars 1856).
- 27 août : Louis Botha (homme politique sud-africain) (º 27 septembre 1862